# Еліас Фахфах
Еліас Фахфах (араб. إلياس الفخفاخ); нар. 1972) — туніський державний діяч, прем'єр-міністр Тунісу в 2020 році.

## Біографія
Народився в 1972 році в Тунісі, в 1995 році закінчив Національну інженерну школу у Сфаксі за фахом «інженер-механік», потім здобув два ступені магістра у Франції — першу з інженерної справи (в Національному інституті прикладних наук в Ліоні)., а другу, в університеті Еврі Валь д'Ессонн (знаходиться в Еврі, входить до складу університету Париж-Сакле), з ділового адміністрування.
У 27 років почав працювати в корпорації Total, в 2004 році очолив операції компанії в Польщі. В 2006 році повернувся до Тунісу і керував місцевим підприємством, що виробляє автомобільні запчастини на експорт.

### Політична кар'єра
Пішов у політику після революції 2010—2011 років, кандидатом від соціал-демократичної партії «Демократичний форум за працю і свободи» (ДФПС) прйняв участь у парламентських виборах і отримавши за їх підсумками мандат депутата Туніських національних установчих зборів. Після виборів ДФПС уклав коаліційну угоду з Партією відродження та Конгресом за Республіку (ця коаліція отримала назву — «Трійка»).
24 грудня 2011 року по формуванню уряду Хамаді Джебалі Фахфах обійняв посаду міністра туризму.
19 грудня 2012 року також обійняв посаду міністра фінансів..
13 березня 2013 року по формуванню уряду Алі Лараєда Фахфах зберіг тільки портфель міністра фінансів і обіймав цю посаду весь період діяльності кабінету — до 29 січня 2014.
Коаліція «Трійка» розпалася після парламентських виборів 26 жовтня 2014 року — перших виборів на основі нової Конституції, за підсумками яких було сформовано постійний парламент — Збори народних представників.
В 2019 виставив свою кандидатуру на президентських виборах від партії «Демократичний форум за працю і свободи», але вибув з боротьби після першого туру, отримавши 0,34 % голосів.
6 жовтня 2019 року відбулися вибори до парламенту, за підсумками яких жодна партія не отримала абсолютної більшості голосів, а ДФПС знову залишився без депутатських мандатів, як після виборів 2014 року.

### На посаді прем'єр-міністра
20 січня 2020 року президент Каїс Саїд доручив Фахфаху формування нового уряду.
У ніч на 27 лютого 2020 року парламент більшістю 129 голосів проти 77 при одному, що утримався, проголосував за довіру уряду Фахфах.